# Kotlina Żywiecka

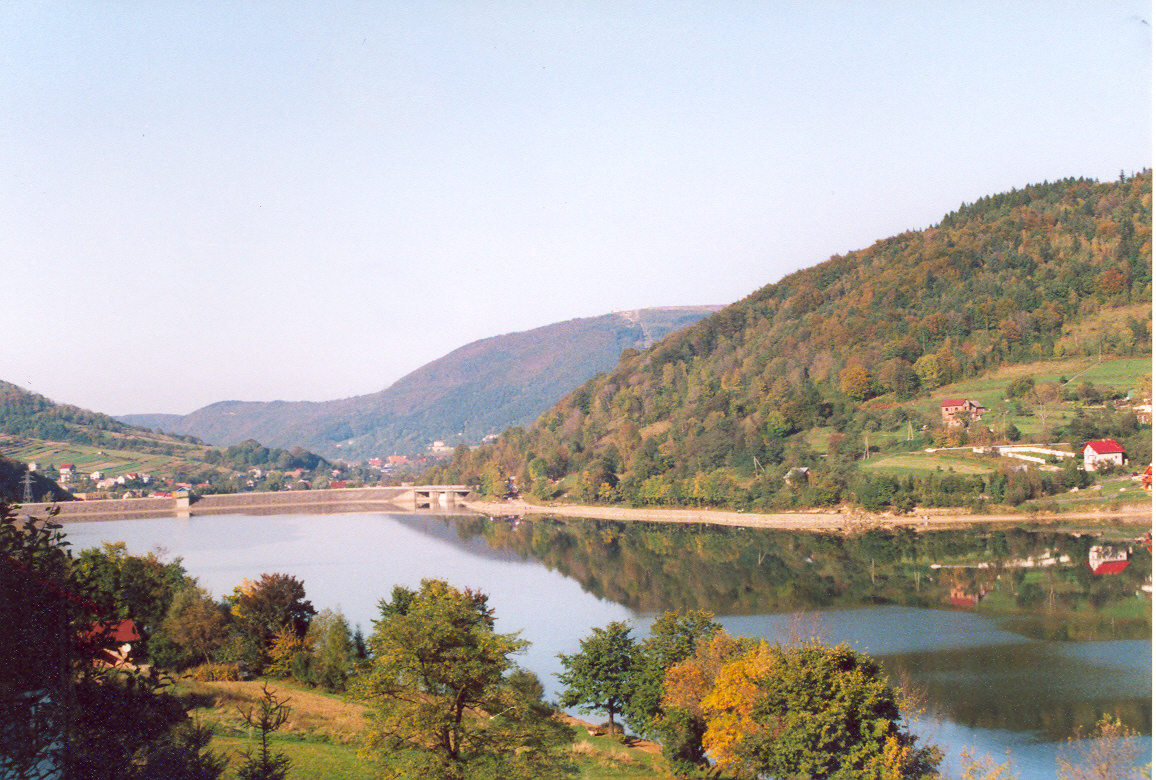
Żywiecká přehrada a hráz v Tresně

Kotlina Żywiecka (česky Živecká kotlina) je velká pánev a geomorfologický celek mezi horami v Západních Beskydech, jejíž střed se nachází v oblasti, kde do řeky Soła ústí její dva hlavních přítoky: pravobřežní Koszarawa a levobřežní Żylica.
Podle vědeckého geomorfologického členění Polska, provedeného Jerzym Kondrackim, je Kotlina Żywiecka na západě ohraničena Slezskými Beskydami, ze severu Slezským podhůřím (k němu se připojuje přes Wilkowickou bránu) a Malými Beskydami, na jihovýchodě a jihu jsou Makovské Beskydy a Żywiecké Beskydy. Kotlina má trojúhelníkový tvar, od západu k východu má délku cca 20 km a šířku od jihu k severu kolem 15 kilometrů a rozlohu asi 320 km². Dno údolí je v nadmořské výšce 340-500 metrů. Je pokryta většinou nízkými kopci a nízkými hřebeny. Kotlina je rozdělena údolími četných potoků.
Jižní část Żywiecké kotliny je klasickým příkladem tektonického okna. Tektonické okno Zywce je tzv. dvojitým oknem: zpod godulského příkrovu se odkrývá příkrov těšínský a zpod těšínského příkrovu příkrov podslezský. To dává dobrou příležitost prozkoumat tektoniku karpatského flyše v této části Beskyd.
Voda, nashromážděná nad přehradou v Tresně na řece Sola, vytváří Żywieckou přehradu, které zabírá severní část kotliny. Na jih od jezera, ve středu pánve, leží město Żywiec. Charakteristickým prvkem panoramatu Żywiecké kotliny je masiv Grójca (612 m n. m.), na soutoku řek Soła a Koszarawa, dominantní na jihovýchodě nad domy města Zywiec.
Vrchovinové části kotliny jsou pokryty poměrně úrodnými hnědými půdami. Díky tomu je region již dlouhou dobu intenzivně využíván pro zemědělství a je téměř bez lesů, které byly vykáceny, aby se půda mohla obdělávat. Největším průmyslovým centrem regionu je město Żywiec. Navzdory značné přeměně přírodního prostředí celé oblasti má nicméně region výhody přítomnosti turistiky i rekreace vzhledem k blízkosti vysokých hor Żywieckých a Slezských Beskyd a přítomnosti velké vodní nádrže. Místní klima je nepříznivé, protože tvar terénu způsobuje, že se v údolí za bezvětří drží kapsy studeného vzduchu, což prodlužuje dobu trvání mrazu i zvětšuje znečištění ovzduší (smog).